# 進藤英太郎
進藤 英太郎（しんどう えいたろう、1899年11月10日 - 1977年12月18日）は、日本の俳優。本名：真藤 辰五郎。
舞台俳優を経て映画界に入り、幅広い演技で620本にもおよぶ作品に出演した。『山椒大夫』『近松物語』『赤線地帯』など溝口健二監督作品の常連として脇役を好演し、東映時代劇では悪役として活躍した。後年はテレビドラマに活躍の場を移し、『おやじ太鼓』などのホームドラマに出演して人気を得た。

## 来歴・人物
1899年（明治32年）11月10日、福岡県福岡市大名町（現在の福岡市中央区大名）に生まれる。生家はカムチャツカ漁業を経営しており、進藤の叔父は北洋漁業の開発者でカムチャッカ漁業の権威である眞藤愼太郎である。
幼い頃から夏祭りの子ども仁輪加に座頭格で出るほど芝居好きだったが、1912年（明治45年）に大名尋常小学校から福岡市立商業高校（現在の福岡市立福翔高等学校）に進学してからは柔道に励む。1917年（大正6年）、卒業を間近に中退し、生家のカムチャッカ漁業に従事する。1918年（大正7年）、折からの労働争議に触発されて家出、一時は大戦景気に乗って株屋で大儲けするが、1920年（大正9年）の戦後恐慌で窮地に立ち、軍御用達の雑貨商に転じて樺太、シベリアを回り、同年12月に帰国する。その後は北海道小樽市で海産物商を営んで成功、上京して芝琴平町（現在の港区虎ノ門1丁目）に北海道の海産物を取り扱う松前屋を開店して大いに繁昌する。
しかし、生活が安定するに従い芝居に興味を持つようになり、1925年（大正14年）に劇芸術研究会に入って河内繁俊に発声法を教わる。1926年（大正15年）、劇団同志座に入り進藤英太郎の芸名で初舞台を踏む。この頃東亜キネマの映画数本にも端役で出演する。同年末、松竹大阪の専属俳優となり、以後、松本泰輔の新人座、山口俊雄らの新潮座、小織桂一郎一座、新興成美団、関西新派と劇団の移籍を繰り返す。豪快にして堅実な演技を見せ、ことに敵役で定評を受けた。1930年（昭和5年）には京都・南座での公演に林長二郎（後の長谷川一夫）と共演する。
1936年（昭和11年）、関西新派を離れて映画俳優に転じ、第一映画社で溝口健二監督の『浪華悲歌』『祇園の姉妹』に出演する。前者では山田五十鈴演じる主人公に脅迫されるが逆に美人局で警察に訴える株屋、後者では山田演じる芸者に籠絡される呉服屋の主人を演じ、ともに生活歴のあるリアルで柔軟な演技でバイプレーヤーとしての成果を決定づける。第一映画社が解散すると、太秦発声映画を経て翌1937年（昭和12年）にJ.O.スタヂオに入り、ついで東宝映画の専属となる。時代劇映画に連続出演する一方、渡辺邦男監督の『熱砂の誓ひ』、島津保次郎監督の『緑の大地』、さらに『ハワイ・マレー沖海戦』『阿片戦争』などの戦争映画にも出演する。
戦後も東宝の作品に出演するが、1949年（昭和24年）にフリーとなり、1951年（昭和26年）公開の『お遊さま』以降は溝口健二監督作品の常連として、『武蔵野夫人』『西鶴一代女』『祇園囃子』『山椒大夫』『噂の女』『近松物語』『楊貴妃』『新・平家物語』、そして遺作の『赤線地帯』に出演する。
1956年（昭和31年）からは、それまでも数多く出演していた東映の専属となり、『旗本退屈男』『いれずみ判官』『右門捕物帖』『一心太助』などのシリーズや、『鳳城の花嫁』『忠臣蔵 櫻花の巻・菊花の巻』『反逆児』など、東映時代劇には欠かせないバイプレイヤーとして活躍し、悪大名や悪家老、悪徳商人などの悪の権化を演じた。岡田茂が『ジョーズ』を観て「あの鮫は進藤みたいやな」と評した。1964年（昭和39年）には再びフリーとなり、東宝のクレージー映画にも頻繁に出演してコミカルな演技も見せる。1967年（昭和42年）、『喜劇 競馬必勝法』を最後にテレビに転じ、木下恵介アワーの『おやじ太鼓』では映画の悪役とはうって変わり、頑固者ながら心配性で憎めない父親役をコミカルに演じた。ほか『大久保彦左衛門』『フライパンの唄』などに主演した。
1976年（昭和51年）、NETの『五街道まっしぐら!』に出演中、心臓病のため入院加療していたが、1977年（昭和52年）12月18日に心筋梗塞のため田園調布中央病院で死去。78歳没。

## 出演作品

### 映画
- 浪華悲歌（1936年、第一映画） - 株屋・藤野喜蔵
- 銀之丞異変 前篇・解決篇（1936年、日活）
- 鼠小僧唄祭（1936年、日活・太秦発声映画）
- 祇園の姉妹（1936年、第一映画） - 呉服屋の主人・工藤三五郎
- 仇討禁止令（1936年、日活・太秦発声映画）
- 栗山大膳（1936年、日活） - 早瀬造酒
- 丹下左膳 日光の巻（1936年、日活） - 青木三右衛門
- 権三と助十（1937年、ゼーオー・スタヂオ） - 按摩六蔵
- 沼津兵学校（1939年、東宝映画） - 江崎政春
- 忠臣蔵（1939年、東宝映画） - 清水一角
- 花つみ日記（1939年、東宝映画）
- 白蘭の歌（1939年、東宝映画） - 義勇軍訓練所長・後藤
- 姉の出征（1940年、東宝映画） - 村長
- 明朗五人男（1940年、東宝映画） - 今村博士
- 時の花形（1940年、東宝映画） - 呑み屋の亭主
- 熱砂の誓ひ（1940年、東宝映画） - 李鴻明
- 昨日消えた男（1941年、東宝映画） - 上州屋
- 阿波の踊子（1941年、東宝映画） - 阿波屋徳兵衛
- 八十八年目の太陽（1941年、東宝映画） - 造機部長
- 武蔵坊弁慶（1942年、東宝映画） - 陰陽師晴雲
- 青春の気流（1942年、東宝映画） - 由定専務
- 南海の花束（1942年、東宝映画） - 査問委員
- 婦系図（1942年、東宝映画） - 坂田
- 翼の凱歌（1942年、東宝映画）
- 母の地図（1942年、東宝映画） - 紳士
- ハワイ・マレー沖海戦（1942年、東宝映画） - 栗本司令[5]
- 伊那の勘太郎（1943年、東宝映画） - 蔦屋亭主市兵衛
- 阿片戦争（1943年、東宝映画） - 英国東洋艦隊提督
- 決戦の大空へ（1943年、東宝映画） - 司令
- 熱風（1943年、東宝映画）
- 秘めたる覚悟（1943年、東宝映画） - 叔父柴田
- 私の鶯（1943年、満洲映画協会・東宝映画） - 巽
- 日常の戦ひ（1944年、東宝） - 伸太郎の父
- 浦島太郎の後裔（1946年、東宝） - 日本幸福党総裁黒原
- 或る夜の殿様（1946年、東宝） - 越後屋喜助
- おスミの持参金（1947年、東宝） - 商人風の男
- 四つの恋の物語 第四話（1947年、東宝） - 団長
- 女優（1947年、東宝） - 大久保博士
- 醉いどれ天使（1948年、東宝） - 高浜
- 面影（1948年、東宝） - 重役
- 多羅尾伴内シリーズ
  - 三十三の足跡（1948年、大映） - 木原専三
  - 多羅尾伴内 十三の魔王（1958年、東映） - 伊豆丸周作、伊豆丸周吉 / 張景文(二役)
  - 多羅尾伴内 七つの顔の男だぜ（1960年、東映） - 星村周平
- 金田一耕助シリーズ
  - 獄門島（1949年、東横映画） - 鬼頭儀兵衛
  - 獄門島 解明篇（1949年、東横映画） - 鬼頭儀兵衛
  - 八ツ墓村（1951年、東映） - 野々宮荘吉
  - 犬神家の謎 悪魔は踊る（1954年、東映） - 警察署長
- 白虎（1949年、連合プロ） - 大崎一等警視
- ジャコ萬と鉄（1949年、東宝） - 九兵衛
- 私刑 リンチ（1949年、新東宝） - 緋桜
- にっぽんGメンシリーズ
  - にっぽんGメン 第二話 灘船﨑の決闘（1950年、東横映画） - 海坊主の仙三
  - にっぽんGメン 不敵なる逆襲（1951年、東映） - 大倉
- 石中先生行状記（1950年、新東宝） - リンゴ園主山崎
- 脱獄（1950年、太泉映画） - 渡辺刑務所長
- 殺陣師段平（1950年、東横映画） - 倉橋（作者）
- 旗本退屈男捕物控 毒殺魔殿（1950年、東横映画） - 早乙女備前守
- 右門捕物帖 片目狼（1951年、綜芸プロ） - 一発屋斉兵衛
- 偽れる盛装（1951年、大映） - 伊勢浜
- 又四郎行状記 鬼姫しぐれ（1951年、宝プロ） - 谷主水
- お艶殺し（1951年、東横映画） - 徳兵衛
- 万花地獄（1951年、大映） - 司馬大学
- お遊さま（1951年、大映） - 久左衛門[6][7]
- 泣きぬれた人形（1951年、松竹） - 由造
- 鞍馬天狗 角兵衛獅子（1951年、松竹） - 井上播磨守
- 武蔵野夫人（1951年、東宝） - 宮地信三郎
- 源氏物語（1951年、大映） - 右大臣
- 大江戸五人男（1951年、松竹） - 唐犬権兵衛
- めし（1951年、東宝） - 竹中雄蔵
- 稲妻草紙（1951年、松竹） - 四郎兵衛
- お洒落狂女（1952年、東映） - 中熊屋吉兵衛
- 西陣の姉妹（1952年、大映） - 佐藤義右衛門
- 西鶴一代女（1952年、新東宝） - 笹屋嘉兵衛
- 三等重役シリーズ（東宝） - 藤山社長
  - 三等重役（1952年）
  - 続三等重役（1952年）
- 滝の白糸（1952年、大映） - 松永剛三
- 忠次旅日記シリーズ（東映）
  - 忠次旅日記 逢初道中（1952年） - 須坂の万吉
  - 忠次旅日記 喧嘩太鼓（1953年） - 山形屋藤造
- 流賊黒馬隊 暁の急襲（1952年、東映） - 鮫川弾正
- 花吹雪男祭り（1952年、東映） - 鳥井新左衛門
- 喧嘩笠（1953年、東映） - 黒駒の勝蔵
- 千羽鶴（1953年、大映） - ゆきの父
- 旗本退屈男シリーズ（東映）
  - 旗本退屈男 八百八丁罷り通る（1953年） - 大友白雲斎
  - 旗本退屈男 謎の怪人屋敷（1954年） - 市川団十郎
  - 旗本退屈男 謎の伏魔殿（1955年） - 山室幽斎
  - 旗本退屈男 謎の決闘状（1955年） - 柳沢出羽守
  - 旗本退屈男 謎の幽霊船（1956年） - 阿麻和利
  - 旗本退屈男（1958年） - 伊達兵庫
  - 旗本退屈男 謎の南蛮太鼓（1959年） - 酒井美濃守忠勝
  - 旗本退屈男 謎の幽霊島（1960年） - 剱持左近将監
  - 旗本退屈男 謎の暗殺隊（1960年） - 可内
- 朝焼け富士（1953年、東映） - 鍵屋定兵衛
- 大菩薩峠（東映） - 裏宿の七兵衛
  - 大菩薩峠 甲源一刀流（1953年）
  - 大菩薩峠 第二部（1953年）
  - 大菩薩峠 第三部（1953年）
- 素浪人奉行（1953年、東映） - 鳥居甲斐守
- 地雷火組（1953年、東映） - 目明し金助
- 祇園囃子（1953年、大映） - 沢本
- 神変あばれ笠（1953年、東映） - 安藤対馬守
- 若様侍捕物帳 江戸姿一番手柄（1953年、新東宝） - 秋元丹波守
- 縮図（1953年、近代映画協会） - 瀬川
- 急襲桶狭間（1953年、東映） - 浅野又右衛門
- 女の一生（1953年、近代映画協会） - 父徳平
- 鯉名の銀平（1954年、新東宝） - 帆立の丑松
- 番町皿屋敷 お菊と播磨（1954年、大映） - 大久保彦左衛門
- 山椒大夫（1954年、大映） - 山椒大夫
- 噂の女（1954年、大映） - 原田安市
- 春琴物語（1954年、大映） - 鵙屋安左衛門
- その後のウッカリ夫人とチャッカリ夫人（1954年、東宝） - 山貫産業社長
- 黒い潮（1954年、日活） - 院外団の男・小磯
- 赤穂義士（1954年、大映） - 大石内蔵助
- 大名シリーズ（東映）
  - 変化大名（1954年） - 大和田外記
  - やくざ大名（1956年） - 松平兵部
  - あばれ大名（1959年） - 本多佐渡守
- 近松物語（1954年、大映） - 大経師以春
- いれずみ判官シリーズ（東映）
  - 血ざくら判官（1954年） - 流山玄十郎
  - 勢ぞろい喧嘩若衆（1955年） - 浜松屋主人幸兵衛
  - 荒獅子判官（1955年） - 大草能登守
  - 長脇差奉行（1956年） - 松井軍兵衛
  - 海賊奉行（1957年） - 雪翁
  - はやぶさ奉行（1957年） - 長岡有楽斎
  - たつまき奉行（1959年） - 虎鮫
  - 御存じいれずみ判官（1960年） - 皿子十兵衛
  - さいころ奉行（1961年） - 鬼金
- 血槍富士（1955年、東映） - 巡礼
- 阿修羅四天王（1955年、東映） - 駒井主水正
- 楊貴妃（1955年、大映） - 高力士
- つばくろ笠（1955年、大映） - 聖天の大五郎
- 男一匹（1955年、新東宝） - 美濃部筑前守
- 弥太郎笠（1955年、東映） - お神楽大八
- 藤十郎の恋（1955年、大映） - 都万太夫
- 銭形平次捕物控 どくろ駕籠（1955年、大映） - 板倉屋利兵衛
- 振袖剣法（1955年、松竹） - 堀源太左衛門
- 新・平家物語三部作（大映）
  - 新・平家物語（1955年） - 伴卜
  - 新・平家物語 義仲をめぐる三人の女（1956年） - 新宮十郎行家
  - 新・平家物語 静と義経（1956年） - 新宮行家
- 薩摩飛脚（1955年、東映） - 伊集院帯刀
- あばれ振袖（1955年、東映） - 外村伝右衛門
- 赤穂浪士 天の巻・地の巻（1956年、東映） - 蜘蛛の陣十郎
- 大当り男一代（1956年、松竹） - 柏屋万兵衛
- ほまれの美丈夫（1956年、東映） - 馬喰いの丑五郎
- 快剣士 笑いの面（1956年、東映） - 安南源兵衛
- 赤線地帯（1956年、大映） - 田谷倉造
- 人情馬鹿（1956年、大映） - 佐藤建設会社の主人
- 頑張れゴンさん（1956年、東映） - 長谷川院長
- 祇園の姉妹（1956年、大映） - 工藤三五郎
- 忠治祭り 剣難街道（1956年、東映） - 杢目の虎
- 隠密秘帖 まぼろし城（1956年、東映） - 大槻内膳
- 髑髏銭（1956年、東映） - 銅座滝衛門
- 海の百万石（1956年、東映） - 大原伴右衛門
- 不知火奉行（1956年、大映） - 後藤三右衛門
- 朱鞘罷り通る（1956年、東映） - 松平帯刀
- 神変美女桜（1956年、東映） - 渋江淡路
- 新春オールスター映画（東映）
  - 任侠清水港（1957年） - 保下田の久六
  - 任侠東海道（1958年） - 丹波屋伝兵衛
  - 任侠中仙道（1960年） - 田中屋長次郎
- 鳳城の花嫁（1957年、東映） - 長野五郎左衛門
- 股旅男八景 殿さま鴉（1957年、東映） - 念仏弥十郎
- 赤城の血煙 国定忠治（1957年、東映） - 相模屋伝兵衛
- 魔の紅蜥蜴（1957年、東映） - 山内伊賀之亮
- 水戸黄門漫遊記シリーズ（東映）
  - 水戸黄門（1957年） - 柳沢出羽守
  - 水戸黄門 天下の副将軍（1959年） - 中川与惣右衛門
- ゆうれい船（1957年、東映） - 五郎太夫
- 若さま侍捕物帖シリーズ（東映）
  - 若さま侍捕物帖 鮮血の人魚（1957年） - 江川了巴
  - 若さま侍捕物帖 紅鶴屋敷（1958年） - 茂兵衛
- 天狗街道（1957年、東映） - 相模屋権次
- 富士に立つ影（1957年、東映） - 熊木伯典
- 恋風道中（1957年） - 近江屋徳兵衛
- 忍術水滸伝 稲妻小天狗（1958年、東映） - 白井縫殿助
- 千両獅子（1958年、東映） - 飯田屋銀兵衛
- 直八子供旅（1958年、東映） - 笹の額太郎
- 葵秘帖（1958年、東映） - 戒田紋十郎
- 風と女と旅鴉（1958年、東映） - 鬼鮫の半蔵
- 浪人八景（1958年、東映） - 曲崎将監
- 殿さま弥次喜多 怪談道中（1958年、東映） - 坂崎大膳
- 大岡政談 幽霊八十八夜（1958年、東映） - 森田屋清蔵
- 国定忠治（1958年、東映） - 山形屋藤造
- 剣は知っていた 紅顔無双流（1958年、東映） - 北条氏勝
- 一心太助シリーズ（東映）
  - 一心太助 天下の一大事（1958年） - 川勝丹波守
  - 一心太助 男の中の男一匹（1959年） - 神尾備前守
  - 家光と彦左と一心太助（1961年） - 大久保彦左衛門忠教
- ひばり捕物帖 自雷也小判（1958年、東映） - 鳥居甲斐守
- 喧嘩笠（1958年、東映） - 黒駒の勝蔵
- 忠臣蔵 櫻花の巻・菊花の巻（1959年、東映） - 吉良上野介
- 右門捕物帖シリーズ（東映） - あばたの敬四郎（村上敬四郎）
  - 右門捕物帖 片目の狼（1959年）
  - 右門捕物帖 地獄の風車（1960年）
  - 右門捕物帖 南蛮鮫（1961年）
  - 右門捕物帖 まぼろし燈籠の女（1961年）
  - 右門捕物帖 卍蜘蛛（1962年）
  - 右門捕物帖 紅蜥蜴（1962年）
  - 右門捕物帖 蛇の目傘の女（1963年）
- あばれ街道（1959年、東映） - 御油の大五郎
- お役者文七捕物暦 蜘蛛の巣屋敷（1959年、東映） - 松前屋多左衛門
- 草間の半次郎シリーズ（東映）
  - おしどり道中（1959年） - 甲州屋勘八
  - 草間の半次郎 霧の中の渡り鳥（1960年） - 境田の安五郎
- 血斗水滸伝 怒涛の対決（1959年、東映） - 飯岡の助五郎
- 榛名ばやし 喧嘩鷹（1959年、東映） - 太田屋虎吉
- 浪花の恋の物語（1959年、東映） - 槌屋治右衛門
- 長七郎旅日記シリーズ（東映）
  - 長七郎旅日記 魔の影法師（1959年） - 阿部備中守
  - 長七郎旅日記 はやぶさ天狗（1959年） - 土井豊後守
- 風雲児 織田信長（1959年、東映） - 斎藤道三
- 雪之丞変化（1959年、東映） - 土部三斎
- 新吾十番勝負シリーズ（東映） - 久世大和守
  - 新吾十番勝負 第三部（1960年）
  - 新吾十番勝負 完結篇（1960年）
- 暴れん坊兄弟（1960年、東映） - 山治右衛門
- 危うし!怪傑黒頭巾（1960年、東映） - 松平主税介
- 清水港に来た男（1960年、東映） - 侍
- べらんめえ芸者シリーズ（東映）
  - 続べらんめえ芸者（1960年） - 父幸作
  - べらんめえ芸者と丁稚社長（1963年） - 大倉万次郎
- 海賊八幡船（1960年、東映） - 黒白斎
- 素浪人百万石（1960年、東映） - 茜屋浩右衛門
- 森の石松鬼より恐い（1960年、東映） - 都鳥の吉兵衛
- 俺が地獄の手品師だ（1961年、東映） - 桁外れの馬吉
- 江戸っ子奉行 天下を斬る男（1961年、東映） - 田能村宗税
- 剣豪天狗まつり（1961年、東映） - 大久保彦左衛門
- 赤穂浪士（1961年、東映） - 多門伝八郎
- 無宿シリーズ（ニュー東映）
  - アマゾン無宿 世紀の大魔王（1961年） - ゴールドラッシュの熊吉
  - ヒマラヤ無宿 心臓破りの野郎ども（1961年） - ボリショイの熊三
- 進藤の社長シリーズ（ニュー東映） - 清水長次郎
  - 次郎長社長と石松社員（1961年）
  - 続次郎長社長と石松社員（1961年）
  - 次郎長社長とよさこい道中（1961年）
  - 石松社員は男でござる（1961年）
  - 次郎長社長と石松社員 威風堂々（1962年）
- 反逆児（1961年、東映） - 渋河四郎兵衛
- 権九郎旅日記（1961年、東映） - 広谷甲斐
- やくざ判官（1962年、東映） - 居酒屋亭主
- サラリーマン一心太助（1962年、東映）- 大久保彦造
- 越後獅子祭り（1962年、東映） - 沢井屋伝兵衛
- 稲妻峠の決斗（1962年、東映） - 鬼神重左衛門
- お坊主天狗（1962年、東映） - 渡海屋万兵衛
- 裏切者は地獄だぜ（1962年、東映） - ピカドンの熊次
- いれずみ半太郎（1963年、東映） - 原の嘉十
- 孤雁一刀流（1963年、東映） - 柳生石舟斎
- 九ちゃん刀を抜いて（1963年、東映） - 幡随院長兵衛
- 若様やくざ 江戸っ子天狗（1963年、東映） - 辰巳屋惣兵衛
- クレージー映画（東宝）
  - 香港クレージー作戦（1963年） - 松平社長
  - 花のお江戸の無責任（1964年） - 髭の意休
  - 日本一のゴマすり男（1965年） - 小泉社長
  - 日本一のゴリガン男（1966年） - 左右山社長
  - クレージーだよ奇想天外（1966年） - 大口会長
  - クレージー大作戦（1966年） - 頭取
  - クレージーの怪盗ジバコ（1967年） - 大池社長
- 次郎長三国志（1963年、東映） - 笊屋喜兵衛
- 五番町夕霧楼（1963年、東映） - 酒前伊作
- 風の武士（1964年、東映） - 紀州屋徳兵衛
- 駿河遊侠伝 賭場荒し（1964年、大映） - 大百姓太左衛門
- 廓育ち（1964年、東映） - 千代松
- 仇討（1964年、東映） - 光悦
- 続・社長忍法帖（1965年、東宝） - 甲賀社長
- 四畳半物語 娼婦しの（1966年、東映） - 塚原泰造
- 喜劇 競馬必勝法（1967年、東映） - 峯岸
- ある映画監督の生涯 溝口健二の記録（1975年、近代映画協会）

### テレビドラマ
- 日本映画名作ドラマ（NET）
  - 昨日と明日の間（1963年）
  - 二丁目の角の物語（1964年）
- ポーラ名作劇場 第55回「明治一代男」（1964年、NET）
- 判決（NET）
  - 第79話「目には目を」（1964年）
  - 第107話「玄海育ち」（1964年）
- 日産スター劇場（NTV）
  - サラリーマンはつらいね（1964年）
  - 狐のくれた赤ん坊（1964年）
  - マダムと駅長（1964年）
  - おれは宴会屋（1965年）
  - でんぐり返れ19才（1965年）
  - 美人にモテル方法（1966年）
  - オトコにオトコの物語（1966年）
  - ガンバレ!山猿先生（1966年）
  - 珈琲とおめかけさん（1966年）
  - どんでん野郎（1966年）
  - 馬肉と綿菓子（1967年）
- シオノギテレビ劇場（CX）
  - 山本富士子アワー・あさん茂兵衛（1964年）
  - 佐久間良子アワー・北野踊り（1965年）
- 青年同心隊 第9話「喰らいついたら離れるな」（1964年、TBS）- 文殊屋徳兵衛
- 風雪（NHK総合）
  - よろず重宝 吟香と涙香（1965年） - 岸田吟香
  - たばこ戦争（1965年） - 岩谷松平
  - 火の国の恋（1965年） - 伊藤伝右衛門
- 泣いてたまるか 第4話「オールセーフ」（1966年、TBS）
- 東芝日曜劇場 第565回「あほんだらシリーズその8 鴨川ブルース」（1967年、TBS）
- みんな世のため 第1話「ごっつあんで行こう!」（1967年、NET） - 川波親方
- 木下恵介アワー（TBS）
  - おやじ太鼓（1968年） - 鶴亀次郎
  - おやじ太鼓2（1969年） - 鶴亀次郎
  - あしたからの恋（1970年） - 谷口福松
  - おやじ山脈（1972年 - 1973年） - 亀次郎
- 喧嘩太郎（1968年 - 1969年、MBS） - 鬼平五左衛門
- 丸太と包丁（1968年 - 1969年、NTV）
- 夜のグランド劇場 / 若すぎる二人（1969年、NTV）
- 銀河ドラマ / 速歩自源流（1969年、NHK総合） - 大瀬三五郎
- 彦左と一心太助（1969年 - 1970年、TBS） - 大久保彦左衛門
- 大坂城の女（1970年、KTV） - 豊臣秀吉
- 姿三四郎（1970年、NTV） - 玄妙和尚
- オドロキ桃の木騒動記（1970年、NTV）
- 男は度胸（1970年 - 1971年、NHK総合）
- 柳生十兵衛 第31話「青春千代田城」（1971年、CX） - 紀州大納言頼宣
- おちゃの子さいさい（1971年、CX）
- 鬼平犯科帳 第2シリーズ 第24話「大川の隠居」（1972年、NET / 東宝） - 友五郎
- 冠婚葬祭屋（1972年、NET） - 神村万太郎
- 鉄道100年 大いなる旅路（1972年、NTV） - 久保田雄介
- お祭り銀次捕物帳（1972年、CX） - 棒の銀平
- どっこい大作 第32・40話（1973年、NET） - 宮本厳哲
- 大久保彦左衛門（1973年 - 1974年、KTV） - 大久保彦左衛門
- 連続テレビ小説 / 鳩子の海（1974年 - 1975年、NHK総合）
- がんじがらめ（1975年、TNC） - 川上鮒右衛門
- けんか安兵衛 第26・27話（1975年、KTV） - 堀部弥兵衛
- フライパンの唄（1976年、TBS） - 辰村富之助
- 夜明けの刑事 第66話「人質になった女子高校生の危機!!」（1976年、TBS）
- 五街道まっしぐら!（1976年、NET） - 望月一心斉

### その他のテレビ番組
- スター千一夜（CX）

### CM
- ヤマサ・フレーブ（うま味調味料）